# Calantica siemensi
Calantica siemensi is een rankpootkreeftensoort uit de familie van de Calanticidae. De wetenschappelijke naam van de soort is voor het eerst geldig gepubliceerd in 1922 door Wilhelm Weltner.